# Acalypha flavescens
Acalypha flavescens é uma espécie de flor do gênero Acalypha, pertencente à família Euphorbiaceae.